# Божия мост
Вижте пояснителната страница за други значения на Божия мост.
Божия мост (Божите мостове), известен и като Жабокрек, е естествен скален мост в Чиренско-Лиляшкия карстов район на около 15 км северно от Враца.
Висок е около 20 метра, широк – около 25 метра, а по главната си ос „тунелът“, образуван от река Лилячка, е с дължина около 100 метра. През сухите месеци на годината рекичката под моста пресъхва и остават няколко езерца, пълни с жаби. Оттам идва и другото име, под което е известен този скален феномен.
Мостът е обявен за природна забележителност на 5 февруари 1964 г. В близката до него местност Борованска могила се намират останките на крепост от римско време.

## Произход и геоложки състав
По време на студентска геоложка експедиция през 2008 г. обектът е оценен като геотоп с континентална значимост, съгласно изискванията за класифициране на обекти в Регистъра и кадастъра на геоложките феномени в България, разработени от Министерството на околната среда и водите.
Божия мост представлява внушителен по размери и красота естествен феномен, който от геоложка гледна точка спада към Западния Предбалкан. Въпреки че името му е в единствено число, той всъщност се състои от два скални моста – останки от полуоткрита в днешно време на повърхността пещера. Скалният състав на Божия мост представлява карстови образувания сред кредни варовици. Преди около 120 млн. години водите на днешната Лилячка река (малък десен приток на река Ботуня) са били подземен поток. С течение на времето ерозията допринася за откриването на пещерата, като прояжда отвори в тавана. Образуват се много карстови форми, наподобяващи мостове. След по-късното разрушаване и на техните сводове от ерозията, откритата вече пещера се превръща в речна долина. Остават запазени част от свода и стените. Сегашният облик на природния феномен започва да се образува преди десетки хиляди години. Пластовете му, които потъват под лек наклон под повърхността, са известни като „горни ургонски варовици“ и „горни орбитолинни пластове“. Пещерата спада към горните ургонски варовици, а сводът и стените на мостовете – към горни орбитолинни пластове, тъй като са изградени от песъчливи органогенни варовици и по тях има вкаменелости от мезозойска морска фауна (орбитолини, миди, охлюви, морски таралежи, брахиоподи и амонити от периода на долната креда).

## Ориентация
До Божия мост може да се достигне по два маршрута: през селата Лиляче и Чирен, чиито землища мостът разделя.
От Враца се хваща пътя за Борован (за Чирен няма табела). От табелата на Враца до разклона за Чирен са 5 км. След като тръгнете по пътя за Чирен засичате нови 5,7 км, след които се завива наляво. Скоро пътят от асфалтов става бетонен, карайки по него се свива вдясно на първия разклон. Няколкостотин метра след разклона пътят става коларски, но е проходимо и с кола се стига до поляна, на която има реставрирана стара римска крепост.
От тук тръгвате пеша към най-отдалечената от вас кула, покрай която минава пътеката за Божия мост. По тази пътека след 2 – 3 мин го виждате, а след още една минута по вече стръмната пътека се озовавате в прохладния въздух под него. Тук има изградени пейки и огнище.